# Arcybiskupi Westminster
Arcybiskupi Westminster – arcybiskupi metropolici Archidiecezji Westminster, katoliccy prymasi Anglii i Walii.

## Arcybiskupi metropolici Westminster
- 1849–1865 – Nicholas Wiseman
- 1865–1892 – Henry Edward Manning
- 1892–1903 – Herbert Vaughan
- 1903–1934 – Francis Bourne
- 1935–1943 – Arthur Hinsley
- 1943–1956 – Bernard Griffin
- 1956–1963 – William Godfrey
- 1963–1975 – John Heenan
- 1975–1999 – Basil Hume
- 2000–2009 – Cormac Murphy-O’Connor
- od 2009 – Vincent Nichols